# Dan Bejar
Daniel Bejar, född 1972 i Vancouver, är en kanadensisk singer/songwriter, bland annat känd för sina kryptiska texter. Han är ständig frontfigur i Destroyer och var tidigare medlem i The New Pornographers och Swan Lake.